# Angle magique

Angle magique

En mathématiques, l'angle magique est la mesure en radians de l'angle entre la diagonale d'un cube et une arête adjacente.
Il intervient aussi en spectroscopie RMN, domaine qui lui a donné son appellation.
Son double est l'angle tétraédrique.

## Expression mathématique
La valeur de l'angle magique est donnée par les expressions
{\displaystyle \theta _{\mathrm {m} }=\arctan {\sqrt {2}}=\arccos {\frac {1}{\sqrt {3}}}=\arcsin {\sqrt {2/3}}}
et sa valeur approchée est :
{\displaystyle \theta _{\mathrm {m} }\approx 0,955\,32\ \approx 54^{\circ }44'.}

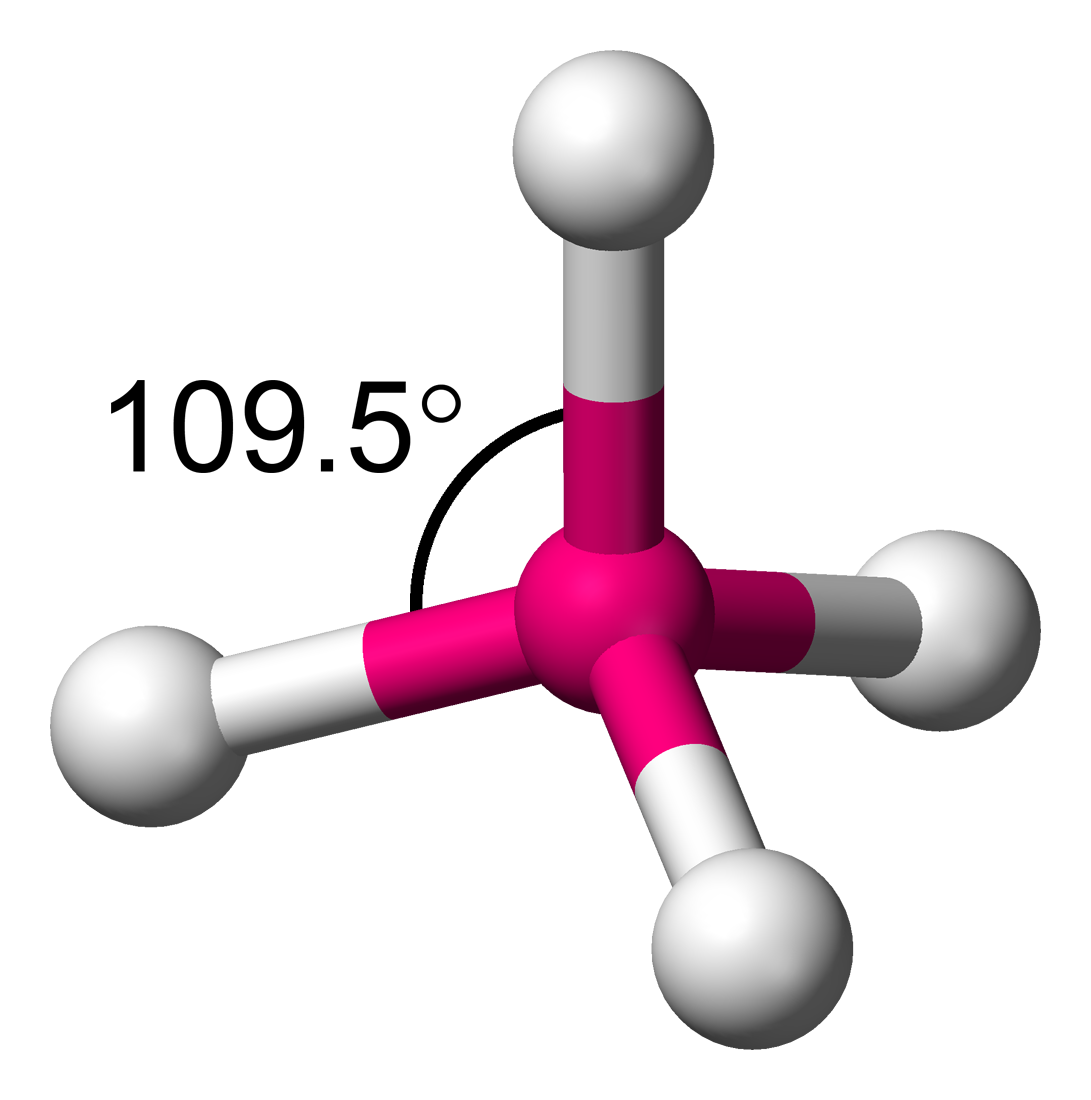
L'angle de liaison entre l'atome de carbone et deux atomes d'hydrogène dans la molécule de méthane est le double de l'angle magique.

Les décimales de sa valeur en radians sont données par la suite A195696 de l'OEIS et celles de sa valeur en degrés par la suite A210974 de l'OEIS.

## Angle central du tétraèdre régulier
L'angle que forment, deux à deux, les quatre segments qui partent du centre d'un tétraèdre régulier vers les quatre sommets est égal à  arccos −1/3  ≈ 109° 28'  qui est le double de l'angle magique. Cet angle intervient en géométrie moléculaire tétraédrique et dans le calcul des dimensions d'une alvéole d'abeille.
Les décimales de sa valeur en radians sont données par la suite A156546 de l'OEIS et celles de sa valeur en degrés par la suite A247412 de l'OEIS.

## Tronc de cône de volume maximal
Le tronc de cône de révolution de volume maximal pour un rayon de patron donné a pour angle au sommet également le double de l'angle magique.